# Кинематограф Сомали
Кинематограф Сомали ныне находится в плохом состоянии из-за политической нестабильности в стране. Самыми ранними формами публичного показа фильмов в стране были итальянские кинохроники ключевых событий колониального периода. В 1937 году фильм «Бронзовые часовые», награждённый на Венецианском кинофестивале, был снят в Итальянском Сомали, где почти все занятые актёры были сомалийцами. Первые полнометражные сомалийские фильмы и кинофестивали появились в начале 1960-х годов, сразу же после обретения независимости, благодаря богатой традиции повествования у сомалийцев. После создания в 1975 году Сомалийского киноагентства, регулирующего органа, местная киноиндустрия начала быстро развиваться. В 1970-х и начале 1980-х годов популярные мюзиклы, известные как риваайадо, были главной движущей силой сомалийской киноиндустрии. Также получили распространение эпические и исторические фильмы, а также международные совместные кинопроизводства, чему способствовало распространение видеотехнологий и национальных телевизионных сетей. В 1990-е и 2000-е годы появилась новая волна более развлекательных фильмов. Это молодёжное кинематографическое движение, получившее название Сомаливуд, реанимировало сомалийскую киноиндустрию и в ходе этого процесса внедрило в него инновационные сюжетные линии, маркетинговые стратегии и производственные технологии.

## История

### 1910—1950-е годы
Рассказывание историй — древний обычай в сомалийской культуре. Таким образом любовь к кино в Сомали — это всего лишь современное, визуальное воплощение и продолжение этой устоявшейся устной традиции.
Самыми ранними формами кинопродукции, демонстрируемой в Сомали, были итальянские кинохроники ключевых событий колониального периода в Итальянском Сомали. К ним можно отнести такие работы как «Somalia: Gheledi» (1913), «Somalia: Le bellezze del fiume Nebi» (1913), «Somalia italiana» (1913), «Sotto la Croce del Sud — Somalia Italiana» (1926), «Visioni della Somalia italiana» (1929) и «Viaggio di S.M. il Re in Somalia (novembre-dicembre 1934)» (1934).
В 1930-х и 1940-х годах первые сомалийские киноактёры и кинотехники сотрудничали с итальянскими съёмочными группами для производства фашистских фильмов внутри страны. Среди них выделялись картины «Dub’aad» и «Бронзовые часовые» (итал. Sentinelle di bronzo). Последний был награждён на Венецианском кинофестивале 1937 года как «Лучший итальянский колониальный фильм».
В конце 1950-х годов бывали случаи коллаборации первых сомалийских кинорежиссёров и римской киностудии Чинечитта. Как следствие, в 1963 году вышел сомалийско-итальянский совместный фильм Хаджи Кагакомбе «Сельская местность и город» или «Городок и деревня», ставший первым полнометражным художественным фильмом страны.

### 1960—1970-е годы
После обретения независимости в 1960 году в Сомали появилось ещё больше частных производственных и дистрибьюторских компаний, а также настоящих проекционных театров.
В 1961 году одним из первых сомалийских полнометражных фильмов, вышедших на экраны, стал фильм Хусейна Мабрука «Любовь не знает препятствий».
В том же году совместная сомалийско-китайская картина «Африканский Рог» получила высшую награду на 4-м Международном африканском кинофестивале, ежегодно проходящем в столице страны Могадишо.
Сомалийский режиссёр Хадж Мохамед Джумале («Хаджи Кагакомбе») снял популярный фильм «Город и деревня») спустя несколько лет. В 1966 году, он и другие сомалийские кинематографисты сыграли важную роль в создании на континенте Пан-африканской федерации кинорежиссёров (FEPACI).
В 1969 году был выпущен ещё один полнометражный художественный фильм под названием «Пасторальная и городская жизнь» режиссёра Мохаммеда Гомы Алиref name="Farid"/>.
В 1973 году Идрисс Хассан Дири снял картину «Реальность и миф», ранний полнометражный фильм, обработанный в студии Technicolor в Риме.
После бескровного военного переворота в 1969 году производство, распространение и импорт фильмов в стране были национализированы новосозданным Верховным революционным советом. Частные кинотеатры были впоследствии заменены правительственными киностудиями. Ежегодно снималось около 500 фильмов.
В 1975 году было создано Сомалийское киноагентство (SFA) — национальный орган по регулированию кинопроизводства. Будучи придактом федерального Министерства информации и национального управления, он вырос из отдела визуальных пособий Министерства. В обязанности Сомалийского киноагентства входил контроль за ввозом, распространением и цензурой фильмов в стране. Позднее он также курировал производство как полнометражных, так и короткометражных фильмов. Большая часть зарубежных фильмов, демонстрируемых в Сомали в то время, была снята в Египте, Италии, СССР и ГДР. Чтобы облегчить обработку и постпродакшн, Сомалийское киноагентство также установила рабочее партнёрство с британской кинокомпанией British Films LTD. С 1979 по 1983 год сомалийский кинопродюсер и режиссёр Али Саид Хасан служил представителем Сомалийского киноагентства в Риме.
Впоследствии появилось новое поколение кинорежиссёров, кинооператоров, операторов-постановщиков и звукорежиссёров, большинство из которых прошли подготовку в Египте, Италии, СССР, ФРГ, ГДР, Индии и Великобритании. Среди них выделялись Абди Али Геди, Хасан Мохаммед Осман, Ибрагим Авад, Ибрагим «Куншур», Фуад Абдулазиз, Кумар Кабдалла, Мохаммед фики и Мухияддин Калииф.
В период с 1970 по 1982 год было снято более 30 короткометражных художественных фильмов, документальных лент и кинохроник. Выпускаемые еженедельно и ежемесячно, они доводились до ума преимущественно в Египте и были связаны с «Somaaliya oo Sawir’ah» («Сомали в кадре»). Эти короткометражные фильмы демонстрировались в 120 кинозалах по всей стране.

### 1980-е годы
В 1970-х и начале 1980-х годов популярные мюзиклы, называемые риваайадо, были главной движущей силой сомалийской киноиндустрии.
В 1983 году был выпущен полнометражный фильм «Сомалийский дервиш». В центре его внимания находилось революционное Государство дервишей и его влиятельный лидер Саид Мохаммед Абдилле Хасан («Безумный мулла»).
В 1984 году сомалийский учёный Чарльз Гешектер снял документальный фильм «Сухие ветры Сомали». Он исследовал, как кочевые жители страны сумели противостоять разрушениям, производимыми суровой средой пустыни и вторжениями имперских сил, синтезируя знания прошлого, мусульманские обычаи и умелое управление скотом в успешном слиянии традиционных ценностей с современными технологиями.
В 1984—1985 годах сомалийский драматург и режиссёр Саид Салах Ахмед снял свой первый полнометражный фильм «Сомалийский дервиш», продюсером которого выступил Амар Снех. С бюджетом в 1,8 миллиона долларов 4-часовая и 40-минутная эпопея была посвящена Государству дервишей. Она была поставлена на семи языках: сомалийском, арабском, итальянском, английском и трёх региональных диалектах. Фильм включал в себя настоящего потомка Саида Мохаммеда Абдилле Хасана в качестве своей звезды, а также сотни актёров и статистов.
В 1986 году был выпущен первый местный короткометражный художественный фильм, снятый на видео. Фильм под названием «Это не шутка» был снят режиссёром Абдуррахманом Юсуфом Картаном. Несколько известных независимых театральных постановок были позже перенесены на видео Мухиядином Калиифом Кабди и другими молодыми сомалийскими режиссёрами.
В 1987 году сомалийский кинорежиссёр Абдулкадир Ахмед Саид выпустил короткометражный фильм под названием «Дерево жизни», который в следующем году получил приз города Турина в номинации «Лучший фильм Международного конкурса короткометражных фильмов» на Международном фестивале молодого кино в Турине.
В том же году был проведён первый Могадишский панафриканский и арабский киносимпозиум (Могпаафис), в котором приняли участие видные кинематографисты и киноэксперты со всего мира, включая другие части северо-восточной Африки и арабского мира, а также Азию и Европу. Ежегодно проводимый в Могадишо кинофестиваль был организован Сомалийским киноагентством.
Создание национальных телевизионных сетей в этот период ещё больше подстегнуло рост независимой сомалийской кинопродукции, большая часть которой снималась на видео. Получив теперь более широкое проникновение на внутренний рынок, фокус тогда сместился с традиционных кинопремьер в кинотеатрах на частные показы. Как следствие, в страну ввозилось меньше иностранных фильмов.

### 1990-е годы — настоящее время
В 1992 году, Ахмед Абдулкадир выпустил совместную сомалийско-итальянскую короткометражку «Раковина», посвящённую экологии, где предсказывались разрушительные последствия, которые возникнут от незаконного сброса токсичных отходов иностранными судами и как это скажется на местной морской жизни и рыбаков, которые зависят от неё.
В 2008 году сомалийский эколог Фатима Джибрелл написала сценарий и стала сопродюсером короткометражного фильма «Угольный трафик», режиссёром которого выступил кениец Натан Коллетт. Снятый на натуре в Сомали, он содержит вымышленную сюжетную линию для просвещения общественности об экологическом ущербе, который может нанести производство древесного угля.
В 2011 году на кинофестивале в Абу-Даби также был запущен фонд развития и постпродакшна SANAD для кинематографистов из арабского мира. С целью поощрения независимого и авторского кино сомалийские кинематографисты с того времени имеют доступ к финансовым грантам, сценаристским и питч-мастерским, а также личным встречам с наставниками и экспертами. Совместно с Европейской организацией по профессиональной подготовке аудиовизуальных предпринимателей (EAVE), созданию сетей и развитию проектов Дубайский международный кинофестиваль также предлагает сомалийским кинематографистам обменную группу семинаров по разработке и совместному производству, предназначенных для режиссёров, сценаристов и продюсеров из более крупного арабского региона.

## Сомаливуд
Новая генерация более направленных на развлечение фильмов, выпускаемых сомалийской киноиндустрией, становится всё более популярной среди сомалийцев как внутри Сомали, так и в диаспоре. Названное Сомаливудом это новомодное кинематографическое движение активизировало местный кинематограф и отмечено процессом внедрения инновационных сюжетных линий, производственных технологий и рекламных стратегий. Последние включают в себя кросс-медиа-маркетинг, в котором участвуют саундтреки к фильмам с участием известных сомалийских музыкальных исполнителей. Популярные фильмы, относящиеся к Сомаливуду, включают в себя сомалийский слэшер-триллер «Xaaskayga Araweelo», боевик-комедию «Rajo и Warmooge», первый сомалийский анимационный фильм. Молодые режиссёры Абдисалам Аато из Olol Films и Абди Малик Исак находятся в авангарде этой тихой революции. В 2010 году сомалийский режиссёр Мо Али также выпустил «Заточку», свой первый полнометражный фильм, действие которого происходит в футуристическом Лондоне.

## Фестивали
- Могадишский панафриканский и арабский киносимпозиум (Могпаафис)
- Международный африканский кинофестиваль